# Озниця
Озни́ця — річка в Україні, в межах Миргородського і Гадяцького районів Полтавської області. Права притока Хоролу (басейн Дніпра).

## Опис
Довжина річки 26 км, площа басейну 131 км². Річище слабозвивисте (в нижній течії більш звивисте), у верхів'ї часто пересихає. Споруджено кілька ставків та водосховище (в селі Остапівці).

## Розташування
Озниця бере початок на схід від села Писарівки. Тече спершу на захід, поступово повертаючи на північ, нижче села Черкащанів повертає на схід, у середній течії та в пониззі тече на північний схід. Впадає до Хоролу на південь від села Березова Лука.